# Константиново (Воскресенский район)
Константи́ново — село в Воскресенском муниципальном районе Московской области. Входит в состав сельского поселения Фединское. Население — 229 чел. (2010).

## География
Село Константиново расположено в юго-западной части Воскресенского района, примерно в 1,5 км к юго-западу от города Воскресенска. Высота над уровнем моря 113 м. Село находится на правом берегу реки Москвы. В селе 6 улиц. Ближайший населённый пункт — город Воскресенск.

## Название
В письменных источниках село упоминается как Костентиновское (1577 год), Констентиновское (1784 год), с 1862 года — Константиново. Название возникло не позже XIV-XV вв.

## История
В начале XIX века — имение генерала-остряка А. М. Пушкина, который покоится в местной Троицкой церкви. Храм этот выстроила в 1797 г. его опекунша Прасковья Владимировна, вдова И. И. Мелиссино.
В 1926 году село являлось центром Константиновского сельсовета Спасской волости Бронницкого уезда Московской губернии, имелся совхоз.
С 1929 года — населённый пункт в составе Воскресенского района Коломенского округа Московской области, с 1930-го, в связи с упразднением округа, — в составе Воскресенского района Московской области. До 1954 года — центр Константиновского сельсовета.
До муниципальной реформы 2006 года Константиново входило в состав Гостиловского сельского округа Воскресенского района.

## Население
В 1926 году в селе проживало 832 человека (313 мужчин, 519 женщин), насчитывалось 174 хозяйства, из которых 173 было крестьянских. По переписи 2002 года — 89 человек (39 мужчин, 50 женщин).
| 1926 | 2002 | 2010 |
| ---- | ---- | ---- |
| 832  | ↘89  | ↗229 |